# André Chouraqui
Nathan André Chouraqui (en hebreo: נתן אנדריי שוראקי, Aïn Témouchent, Argelia francesa, 11 de agosto de 1917-Jerusalén, 9 de julio de 2007) abogado, pensador, escritor y político franco-israelí conocido por una traducción de la Biblia en lengua francesa, de los años 1970, que publicaría en 1987. También hizo una traducción del Corán publicada en 1990. 

## Biografía
Pasó su infancia en Argelia, en ese entonces bajo dominio colonial francés, donde estudió la torá con su rabino. Más tarde estudió en Francia, donde se doctoró en derecho en la Universidad de París. Fue miembro de la resistencia francesa durante la independencia de Argelia y se instaló en Israel en 1958, donde más tarde sería vicealcalde de Jerusalén en 1965. Fue asesor del primer ministro David Ben Gurion (1959-1963) sobre la integración en Israel de judíos de países musulmanes y las relaciones intercomunitarias.
Fue secretario general adjunto de la Alianza Israelita Universal (1947-1953) y delegado permanente bajo la presidencia de René Cassin (1947-1982). Fue además presidente de la Alliance française de Jerusalén.
Fue miembro del comité de la Coordination française pour la Décennie de la cultura de la paz y la no violencia. 
Su esposa Annette es la hija del pediatra Gaston Lévy.

## Bibliografía

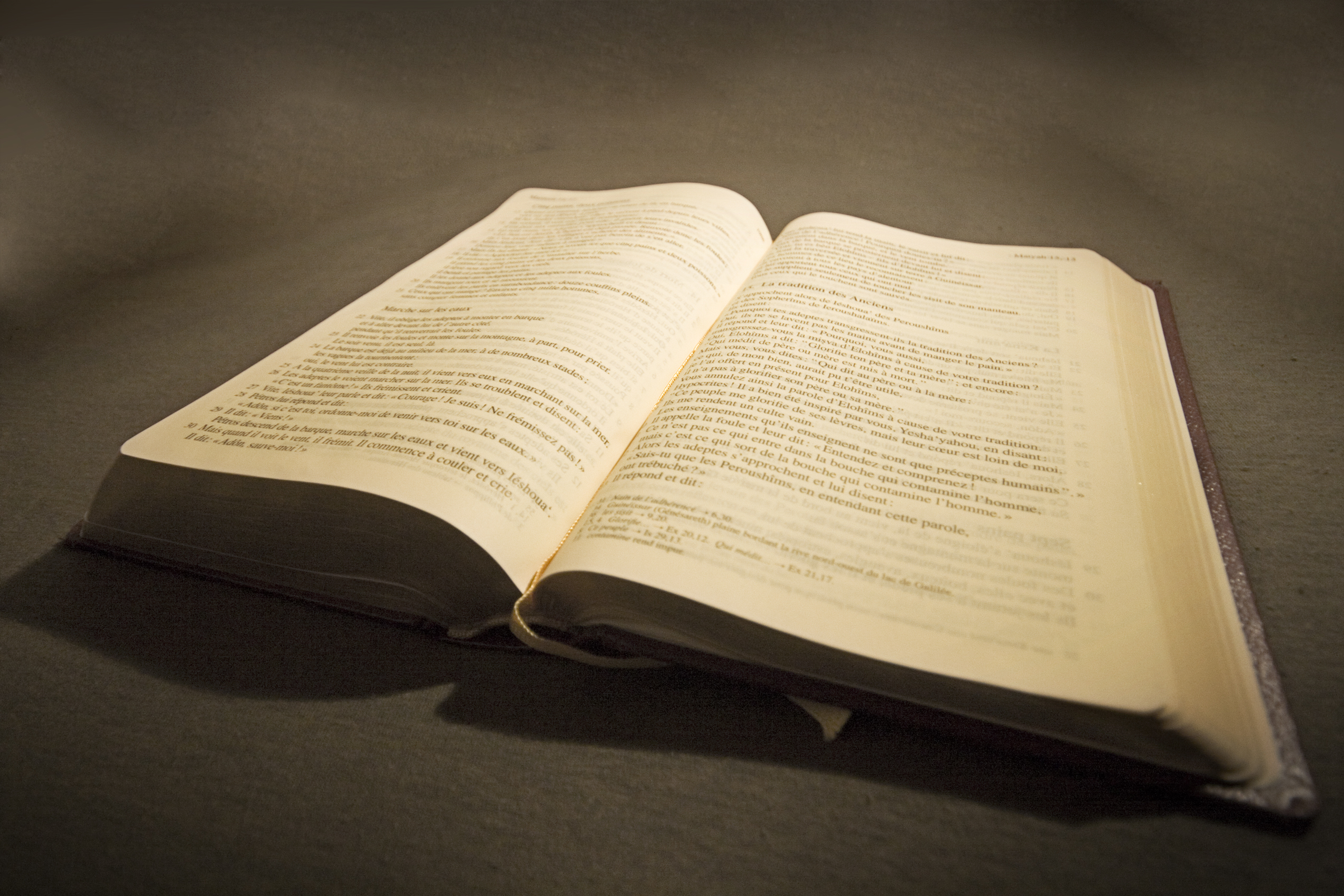
La Bible Chouraqui